# El-Batal
El-Batal är ett efternamn som härstammar från Syrien. Det fanns år 2007 12 personer som hade El-Batal som efternamn i Sverige, och 20 med stavningen El Batal.